# 青県
青県（せい-けん）は、中華人民共和国河北省滄州市に位置する県。

## 歴史
乾寧年間、唐により設置された乾寧軍を前身とする。
936年（天福元年）、後晋を建国した石敬瑭が契丹（後の遼）に燕雲十六州を割譲し、乾寧軍は契丹に領有され、寧州が立てられた。
959年（顕徳6年）、後周の世宗による遼を攻撃し、乾寧軍を奪還し、永安県を設置された。982年（太平興国7年）、宋により乾寧県と改称され、乾寧軍の軍治と、1108年（大観2年）には清州の州治とされた。金が成立すると1153年（貞元元年）に会川県と改称されている。
明が成立すると洪武初年に会川県は廃止とされ、管轄区域は清州直轄とされた。1375年（洪武8年）に清州は青県に降格された。
1958年に青県は廃止となり静海県に編入されたが、1961年に再設置され現在に至る。

## 行政区画
- 鎮:清州鎮、金牛鎮、新興鎮、流河鎮、木門店鎮、馬廠鎮、盤古鎮、曹寺鎮
- 郷:上伍郷、陳嘴郷